# Charles du Fay

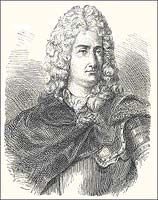
Charles François de Cisternay du Fay

Charles François de Cisternay du Fay (oft auch Dufay) (* 14. September 1698 in Paris; † 16. Juli 1739 ebenda) war ein französischer Naturforscher und Superintendent des Jardin du Roi in Paris. In Erinnerung geblieben ist er hauptsächlich durch seine Abhandlungen über Elektrizität.

## Leben
Charles du Fay war ein Sohn von Charles Jerome de Cisternay du Fay (1662–1723) und dessen Frau Elisabeth Landais. Er entstammte einer alten adeligen Familie aus der Touraine, die sich traditionell dem Militärdienst verschrieb. Sein Vater war Leutnant der französischen Garde und hatte 1695 bei der Bombardierung von Brüssel ein Bein verloren. Daraufhin schied er aus dem Militärdienst aus und interessierte sich für die neuesten Erkenntnisse der Wissenschaft und baute sich eine sehr umfangreiche wissenschaftliche Bibliothek auf.
1712, im Alter von 14 Jahren, wurde du Fay Leutnant im Regiment de Picardie. 1718/1719 nahm er während des Englisch-Spanischen Krieges an der Belagerung von St. Sebastian und Fontarabia teil. Etwa um diese Zeit begann du Fay sich mit Chemie zu beschäftigen. 1721 begleitete er seinen Vater und Kardinal de Rohan nach Rom. Bei dieser Reise wurde sein Interesse für die Antike und die Archäologie geweckt.
Am 14. Mai 1723 wurde du Fay als Nachfolger des verstorbenen Mitglieds Jean-Henri Imbert (?–1722) als beigeordneter Chemiker (adjoint chimiste) in die Académie royale des sciences aufgenommen. Am 26. August 1724 wurde er assoziierter Chemiker (associé chimiste) und trat die Nachfolge von Claude-Joseph Geoffroy an, der zum Pensionnaire befördert wurde. Am 6. Februar 1731 wurde du Fay schließlich selbst zum Pensionnaire der Sektion Chemie ernannt. Zweimal, 1732 und 1737, war er Vizedirektor und zweimal, 1733 und 1738, Direktor der Académie royale des sciences.
Auf Vorschlag von Charles Lennox, 2. Duke of Richmond, Hans Sloane und Martin Folkes wurde du Fay am 8. Mai 1729 in die Royal Society aufgenommen.
Du Fay starb an einer Pockenerkrankung.

## Wirken
1732 übertrug ihm Ludwig XIV. die Aufsicht über den Jardin du Roi, den königlichen Pflanzengarten, der sich zu dieser Zeit in einem schlechten Zustand befand. Du Fay ließ neue Gewächshäuser errichten und initiierte den Austausch von Pflanzenmaterial mit den botanischen Gärten in England und Holland. Mit Hilfe der Botaniker Antoine und Bernard de Jussieu erlangte der Jardin du Roi bald europäisches Ansehen. Kurz vor seinem Tod empfahl er Georges-Louis Leclerc de Buffon als seinen Nachfolger.
Charles du Fay entdeckte 1733 zwei Arten der Elektrizität und prägte damit das Denken über die Natur der Elektrizität im 18. Jahrhundert. Durch Versuche mit der Reibungselektrizität erkannte er, dass sich die beiden Arten von Elektrizität gegenseitig neutralisieren konnten. Er bezeichnete die Elektrizitätsarten als Glaselektrizität (französisch électricité vitreuse) und Harzelektrizität (französisch électricité résineuse). Dabei entspricht die Glaselektrizität heute (nach Festlegung durch Benjamin Franklin und Bezeichnung durch Leonhard Euler) einer positiven Ladung.
Seine Entdeckung wurde auch in den Philosophical Transactions der Royal Society in London bekanntgegeben.

## Schriften (Auswahl)

### Französische Originalaufsätze
Alle Aufsätze Du Fays wurde in der Zeitschrift Histoire de l'Académie Royale des Sciences: avec les mémoires de mathématique & de physique pour les mêmes années veröffentlicht.
- Mémoire sur les baromètres lumineux. 1723, S. 295–306 (Digitalisat). (pdf) Archiviert vom Original am 23. November 2008.
- Description d'une Pompe, qui peut servir utilement dans les Incendies. 1725, S. 35–44 (Digitalisat). (pdf) Archiviert vom Original am 24. Dezember 2004.
- Description d'une machine pour connaitre l'heure vraie du soleil tous les jours de l'annee. 1725, S. 67–78 (Digitalisat). (pdf) Archiviert vom Original am 24. Dezember 2004.
- Expériences sur la dissolubilité de plusieurs sortes de Verres. 1727, S. 32–39 (Digitalisat). (pdf) Archiviert vom Original am 23. November 2008.
- Remarques sur les polygones réguliers inscrits et circonscrits. 1727, S. 297–304 (Digitalisat). (pdf) Archiviert vom Original am 23. November 2008.
- Observations sur quelques expériences de l'aimant. 1728, S. 355–369 (Digitalisat). (pdf) Archiviert vom Original am 24. Dezember 2004.
- Mémoire sur la teinture et la dissolution de plusieurs espèces de pierres. 1728, S. 50–67 (Digitalisat). (pdf) Archiviert vom Original am 22. November 2008.
- Mémoire sur un grand nombre de phosphores nouveaux. 1730, S. 524–535 (Digitalisat). (pdf) Archiviert vom Original am 22. November 2008.
- Suite des Observations sur l'aimant. 1730, S. 142–157 (Digitalisat). (pdf) Archiviert vom Original am 22. November 2008.
- Troisième Mémoire sur l'aimant. 1731, S. 417–432 (Digitalisat). (pdf) Archiviert vom Original am 23. November 2008.
- Premier mémoire sur l’électricité, Histoire de l'électricité. 1733, S. 23–35 (Digitalisat). (pdf) Archiviert vom Original am 23. November 2008.
- Second mémoire sur l’électricité, Quels sont les Corps qui sont susceptibles d'Electricité. 1733, S. 73–84 (Digitalisat). (pdf) Archiviert vom Original am 23. November 2008.
- Troisième mémoire sur l’électricité, Des Corps qui sont le plus vivement attirés par les matiéres électriques…. 1733, S. 233–254 (Digitalisat). (pdf) Archiviert vom Original am 23. November 2008.
- Quatrième mémoire sur l’électricité, De l'Attraction & Répulsion des Corps Electriques. 1733, S. 457–476 (Digitalisat). (pdf) Archiviert vom Original am 23. November 2008.
- Cinquième mémoire sur l’électricité, Où l'on rend compte des nouvelles découvertes… 1734, S. 341–361 (Digitalisat). (pdf) Archiviert vom Original am 23. November 2008.
- Sixième mémoire sur l’électricité, Où l'on examine quel rapport il y a entre l'Electricité, & la faculté de rendre de la Lumiére. 1734, S. 503–526 (Digitalisat). (pdf) Archiviert vom Original am 24. Dezember 2004.
- Mémoire sur la roseé. 1736, S. 352–374 (Digitalisat). (pdf) Archiviert vom Original am 22. November 2008.
- Observations sur la sensitive. 1736, S. 87–110 (Digitalisat). (pdf) Archiviert vom Original am 25. Dezember 2004.
- Septième mémoire sur l’électricité, Contenant quelques Additions aux Mémoires précédents. 1737, S. 86–100 (Digitalisat). (pdf) Archiviert vom Original am 23. November 2008.
- Huitième mémoire sur l’électricité. 1737, S. 307–326 (Digitalisat). (pdf) Archiviert vom Original am 23. November 2008.

### Deutsche Übersetzungen
- Versuche und Abhandlungen von der Electricität derer Cörper… Erfurt 1745, Online

## Nachweise

## Weiterführende Literatur
- Henri Becquerel: Notice sur Charles-François de Cisternai Du Fay, physicien, intendant du Jardin royal des Plantes (1698–1739). In: Centenaire de la fondation du Museum d'Histoire Naturelle, 10 juin 1793–1710 juin 1893. Paris 1893.
- Pierre Brunet: L’Œuvre scientifique de Charles François Du Fay (1698–1739). In: Petrus nonius. Band 3, Nummer 2, 1940, S. 1–19.